# Форест-Гіллс (Кентуккі)
Форест-Гіллс (англ. Forest Hills) — місто (англ. city) в США, в окрузі Джефферсон штату Кентуккі. Населення — 438 осіб (2020).

## Географія
Форест-Гіллс розташований за координатами 38°13′0″ пн. ш. 85°35′0″ зх. д. / 38.21667° пн. ш. 85.58333° зх. д. (38.216551, -85.583329).  За даними Бюро перепису населення США в 2010 році місто мало площу 0,75 км², з яких 0,75 км² — суходіл та 0,00 км² — водойми.

## Демографія
Згідно з переписом 2010 року, у місті мешкали 444 особи в 173 домогосподарствах у складі 130 родин. Густота населення становила 593 особи/км².  Було 177 помешкань (236/км²).
Расовий склад населення:
| - 95,0 % — білих - 2,5 % — чорних або афроамериканців - 0,7 % — азіатів - 0,2 % — корінних американців |

До двох чи більше рас належало 1,6 %. Частка іспаномовних становила 1,4 % від усіх жителів.
За віковим діапазоном населення розподілялося таким чином: 23,2 % — особи молодші 18 років, 58,6 % — особи у віці 18—64 років, 18,2 % — особи у віці 65 років та старші. Медіана віку мешканця становила 43,6 року. На 100 осіб жіночої статі у місті припадало 93,9 чоловіків;  на 100 жінок у віці від 18 років та старших — 84,3 чоловіків також старших 18 років.
Середній дохід на одне домашнє господарство  становив 71 510 доларів США (медіана — 65 625), а середній дохід на одну сім'ю — 89 823 долари (медіана — 91 250). Медіана доходів становила 52 500 доларів для чоловіків та 55 000 доларів для жінок. За межею бідності перебувало 3,9 % осіб, у тому числі 0,0 % дітей у віці до 18 років та 7,8 % осіб у віці 65 років та старших.
Цивільне працевлаштоване населення становило 207 осіб. Основні галузі зайнятості: освіта, охорона здоров'я та соціальна допомога — 32,9 %, роздрібна торгівля — 11,6 %, мистецтво, розваги та відпочинок — 11,1 %.